# Velika Mlinska
Velika Mlinska falu Horvátországban Belovár-Bilogora megyében. Közigazgatásilag Velika Trnoviticához tartozik.

## Fekvése
Belovártól légvonalban 27, közúton 35 km-re délkeletre, községközpontjától légvonalban 4, közúton 6 km-re délnyugatra a Monoszlói-hegység keleti lejtői alatt, a Mlinska-patak partján fekszik.

## Története
A régészeti leletek tanúsága szerint a falu területén már az őskorban éltek emberek. Stojan 
Dimitrijević 1979-ben itt végzett kutatásai során a Lasinja kultúrának, az i. e. 4000 körül virágzott, a középső rézkor egyik legjelentősebb kultúrájának a tárgyi emlékeit találta a határában.
A település nevét a rajta keresztülfolyó Mlinska-patakról kapta. A patak neve az egykor itt működő vízimalmokról (horvátul: mlin) származik. A mintegy száz évnyi török uralom után a területre a 17. századtól folyamatosan telepítették be a keresztény lakosságot. A 17. század közepén elsősorban a Lonja és a Szávamentéről, majd később Zengg és Lika vidékéről települt be a katolikus horvát lakosság. A szerbek főként délről, a török megszállás alatt maradt boszniai területekről jöttek részben a török hatóságok üldözése miatt, részben a határőrvidék katonai hatóságainak ösztönzésére.
A település 1774-ben az első katonai felmérés térképén „Dorf Mlinszka” néven szerepel. A Horvát határőrvidék részeként a Kőrösi ezredhez tartozott. Lipszky János 1808-ban Budán kiadott repertóriumában „Mlinszka” néven találjuk.  
Nagy Lajos 1829-ben kiadott művében ugyancsak „Mlinszka” néven 66 házzal, 154 katolikus, és 290 ortodox vallású lakossal találjuk. A település 1809 és 1813 között francia uralom alatt állt.
A katonai közigazgatás megszüntetése után Magyar Királyságon belül Horvátország része, Belovár-Kőrös vármegye Garesnicai járásának része lett. A településnek 1857-ben 510, 1910-ben 770 lakosa volt. Lakói mezőgazdaságból, állattartásból éltek. A 20. század elején Magyarországról jelentős számú dunai sváb lakosság telepedett le itt, őket 1942-ben a monoszlói partizánok űzték el. 1918-ban az új szerb-horvát-szlovén állam, majd később Jugoszlávia része lett. 1941 és 1945 között a németbarát Független Horvát Államhoz, majd a háború után a szocialista Jugoszláviához tartozott. A háború után a fiatalok elvándorlása miatt lakossága folyamatosan csökkent. 1991-től a független Horvátország része. 1991-ben lakosságának 67%-a horvát, 21%-a szerb nemzetiségű volt. A délszláv háború idején mindvégig horvát kézen maradt. 2011-ben a településnek 129 lakosa volt.

## Lakossága
| Lakosság változása | Lakosság változása | Lakosság változása | Lakosság változása | Lakosság változása | Lakosság változása | Lakosság változása | Lakosság változása | Lakosság változása | Lakosság változása | Lakosság változása | Lakosság változása | Lakosság változása | Lakosság változása | Lakosság változása | Lakosság változása |
| ------------------ | ------------------ | ------------------ | ------------------ | ------------------ | ------------------ | ------------------ | ------------------ | ------------------ | ------------------ | ------------------ | ------------------ | ------------------ | ------------------ | ------------------ | ------------------ |
| 1857               | 1869               | 1880               | 1890               | 1900               | 1910               | 1921               | 1931               | 1948               | 1953               | 1961               | 1971               | 1981               | 1991               | 2001               | 2011               |
| 510                | 413                | 428                | 679                | 451                | 770                | 811                | 749                | 411                | 348                | 300                | 228                | 171                | 156                | 157                | 129                |

## Nevezetességei
A Lasinja kultúra régészeti lelőhelye.